# France-Japon en rugby à XV
Cet article retrace les confrontations entre l'équipe de France de rugby à XV et l'équipe du Japon de rugby à XV. Les deux équipes se sont affrontées à huit reprises dont deux en Coupe du monde. Les Français n'ont perdu aucune rencontre.

## Historique
Le premier France-Japon se déroule le samedi 27 octobre 1973 à Bordeaux. Les Japonais, qui disputent le onzième et dernier match de leur tournée européenne, s'inclinent 30-18. 
Il faut attendre 2003, à l'occasion de la Coupe du monde en Australie, pour revoir les deux équipes se rencontrer. Le XV de France s'impose largement sur le score de 51 à 29.
Huit ans plus tard, lors du Mondial 2011 en Nouvelle-Zélande, le XV de France croise à nouveau la route du Japon pour une nouvelle victoire (47-21). Une victoire longue à se dessiner pour les Français qui ne menaient que de quatre points avant l'heure de jeu.
En novembre 2017, à Nanterre, la France reçoit le Japon pour la première fois depuis 1973. Alors en crise après des défaites contre la Nouvelle-Zélande (18-38) puis l'Afrique du Sud (17-18), le XV de France est tenu en échec à domicile (23-23) et est sifflé par son propre public.
En juillet 2022, la France effectue sa tournée d'été au Japon, une première dans l'histoire des Bleus. Lors de la première rencontre, le XV de France s'impose sur le score de 42 à 23 après avoir été tenu en échec à la pause (13-13). Le deuxième match voit la France l'emporter d'une courte tête (20-15). 
Le 9 novembre 2024, à Saint-Denis, la France bat le Japon 52-12 et signe sa plus large victoire face à cet adversaire.

## Confrontations

### Confrontations officielles
| No | Date              | Lieu                                                       | Match          | Score   | Compétition              |
| -- | ----------------- | ---------------------------------------------------------- | -------------- | ------- | ------------------------ |
| 1  | 27 octobre 1973   | Stade Chaban-Delmas, Bordeaux — France                     | France – Japon | 30 – 18 | Test match               |
| 2  | 18 octobre 2003   | Dairy Farmers Stadium, Townsville — Australie              | France – Japon | 51 – 29 | Coupe du monde (poule B) |
| 3  | 10 septembre 2011 | North Harbour Stadium, North Shore City — Nouvelle-Zélande | France – Japon | 47 – 21 | Coupe du monde (poule A) |
| 4  | 25 novembre 2017  | Paris La Défense Arena, Nanterre — France                  | France – Japon | 23 – 23 | Test match               |
| 5  | 2 juillet 2022    | Toyota Stadium, Toyota — Japon                             | Japon – France | 23 – 42 | Test match               |
| 6  | 9 juillet 2022    | Stade national, Tokyo — Japon                              | Japon – France | 15 – 20 | Test match               |
| 7  | 20 novembre 2022  | Stadium municipal, Toulouse — France                       | France – Japon | 35 – 17 | Test match               |
| 8  | 9 novembre 2024   | Stade de France, Saint-Denis — France                      | France – Japon | 52 – 12 | Test match               |

### Confrontations non-officielles
Durant l'histoire des confrontations entre les deux nations, certaines ne créditent aucune cape internationale aux joueurs français les disputant, l'opposition n'ayant pas le statut officiel de test match du point de vue de la Fédération française de rugby,.
| No | Date              | Lieu                              | Match             | Score   | Compétition  |
| -- | ----------------- | --------------------------------- | ----------------- | ------- | ------------ |
| -  | 23 septembre 1978 | -                                 | France XV – Japon | 55 – 16 | Match amical |
| -  | 19 octobre 1980   | -                                 | France XV – Japon | 23 – 3  | Match amical |
| -  | 30 septembre 1984 | -                                 | France XV – Japon | 52 – 0  | Match amical |
| -  | 7 octobre 1984    | -                                 | France XV – Japon | 40 – 12 | Match amical |
| -  | 19 octobre 1985   | Stade Maurice-Boyau, Dax — France | France XV – Japon | 50 – 0  | Match amical |
| -  | 26 octobre 1985   | Nantes — France                   | France XV – Japon | 52 – 0  | Match amical |